# Памет с последователен достъп
Паметта с последователен достъп или SAM (от английски: sequential access memory) е вид компютърна памет, при която четенето на запаметените данни се извършва последователно, за разлика от паметта с произволен достъп, и която има относително голяма скорост, за разлика от запаметяващи устройства като твърдите дискове. Последователното четене на данните води до това, че времето за прочитане на данни от различни частти на паметта е различно. Например, ако системата се обърне към SAM за информация и тя не е в първата проверена клетка, търсенето продължава в следващите клетки, докато нужната информация не бъде намерена.
Пример за памет с последователен достъп са барабанните памети, използвани в изчислителната техника през 50-те и 60-те години, както и запаметяващите устройства с магнитна лента, използвани през 70-те и 80-те. В наши дни SAM не намира широко приложение, поради достъпността и техническите преимущества на паметите с произволен достъп.